# Buena Vista, Tlaxco
Buena Vista är en ort i Mexiko.   Den ligger i kommunen Tlaxco och delstaten Puebla, i den sydöstra delen av landet, 160 km nordost om huvudstaden Mexico City. Buena Vista ligger 908 meter över havet och antalet invånare är 312.
Terrängen runt Buena Vista är kuperad österut, men västerut är den bergig. Runt Buena Vista är det ganska tätbefolkat, med 192 invånare per kvadratkilometer. Närmaste större samhälle är Xicotepec de Juárez, 17,5 km sydost om Buena Vista. Omgivningarna runt Buena Vista är en mosaik av jordbruksmark och naturlig växtlighet.